# Strumigenys xenos
Strumigenys xenos é uma espécie de insecto da família Formicidae.
Pode ser encontrada nos seguintes países: Austrália e Nova Zelândia.

## Modo de vida
A S. xenos é uma formiga parasita sem obreiras que vive nos formigueiros da espécie Strumigenys perplexa, onde é bem tratada e alimentada pelas obreiras hospedeiras. A rainha S. xenos coexiste no formigueiro simultaneamente com a rainha (ou até várias rainhas) S. perplexa.